# بل گارسیا
بل گارسیا (انگلیسی: Bebel García؛ 1914 – ۲۹ ژوئیهٔ ۱۹۳۶) بازیکن فوتبال اهل اسپانیا بود.
از باشگاه‌هایی که در آن بازی کرده‌است می‌توان به باشگاه فوتبال دپورتیوو لاکرونیا اشاره کرد.